# Saint-Ferme
 Saint-Ferme  là một xã thuộc tỉnh Gironde trong vùng Aquitaine tây nam nước Pháp. Xã này nằm ở khu vực có độ cao t 30-126 mét trên mực nước biển.